# Козаківське
Козакі́вське — село в Україні, у Вільнянській міській громаді Запорізького району Запорізької області. Населення — 132 особи. До 2020 року орган місцевого самоврядування — Новогупалівська сільська рада.

## Географія
Село Козаківське розташоване за 31 км від обласного центру, 11 км від адміністративного центру міської громади та 0,5 км від села Новогупалівка. В селі бере початок балка Вербова. Поруч пролягає залізнична лінія Синельникове I — Запоріжжя I, на якій розташована станція Новогуполівка. Площа села — 57,3 га. Налічується 64 домогосподарства.

## Історія
Село засноване 1918 року.
У 1932—1933 роках селяни зазнали сталінського геноциду.
З 24 серпня 1991 року село у складі незалежної України.
12 червня 2020 року, відповідно до розпорядження Кабінету Міністрів України від № 713-р «Про визначення адміністративних центрів та затвердження територій територіальних громад Запорізької області», село увійшло до складу Вільнянської міської громади.
19 липня 2020 року, в результаті адміністративно-територіальної реформи та ліквідації Вільнянського району, село увійшло до складу новоутвореного Запорізького району.

## Населення
За переписом 2001 року населення села складало 159 осіб.

### Мова
Розподіл населення за рідною мовою за даними перепису 2001 року:
| Мова              | Кількість | Відсоток |
| ----------------- | --------- | -------- |
| українська        | 128       | 80,5 %   |
| російська         | 30        | 18,87 %  |
| інші / не вказали | 1         | 0,63 %   |
| Всього:           | 159       | 100 %    |